# Pseudopenicillus
Pseudopenicillus é um género monotípico de algas, pertencente à família Udoteaceae.

## Espécie
- Pseudopenicillus aegaeicus